# Xian de Lianping
Le xian de Lianping (连平县 ; pinyin : Liánpíng Xiàn) est un district administratif de la province du Guangdong en Chine. Il est placé sous la juridiction de la ville-préfecture de Heyuan.

## Démographie
La population du district était de 359 471 habitants en 1999.